# هارلی ویلهلم
هارلی ویلهلم (انگلیسی: Harley A. Wilhelm; ۵ اوت ۱۹۰۰ – ۷ اکتبر ۱۹۹۵) شیمیدان اهل ایالات متحده آمریکا بود. شهرت وی به دلیل کار بر روی استخراج فلز اورانیوم و فرایند ایمز بود.